# Dichaea elliptica
Dichaea elliptica är en orkidéart som beskrevs av Robert Louis Dressler och James P. Folsom. Dichaea elliptica ingår i släktet Dichaea och familjen orkidéer. Inga underarter finns listade i Catalogue of Life.